# Доброхимовка
Доброхимовка — деревня в Большесолдатском районе Курской области. Входит в Волоконский сельсовет.

## География
Деревня находится в 65 километрах к юго-западу от Курска, в 13 километрах к северу от районного центра — села Большое Солдатское, в 2,5 км oт Волоконска (центр сельсовета).

## Население
| 2002 | 2010 |
| ---- | ---- |
| 105  | ↘96  |

## Транспорт
Доброхимовка находится в 11,5 км oт автодороги регионального значения 38К-004 (Дьяконово — Суджа — граница с Украиной), в 2 км oт автодороги межмуниципального значения 38Н-084 (38К-004 — Волоконск) и в 2,5 км oт 38Н-741 (Волоконск — Ширковский), в 0,2 км oт абтодороги 38Н-742 (38Н-741 — Раково), в 8 км от ближайшего ж/д остановочного пункта Анастасьевка (линия Льгов I — Подкосылев).